# 松杜·巴特包勒德

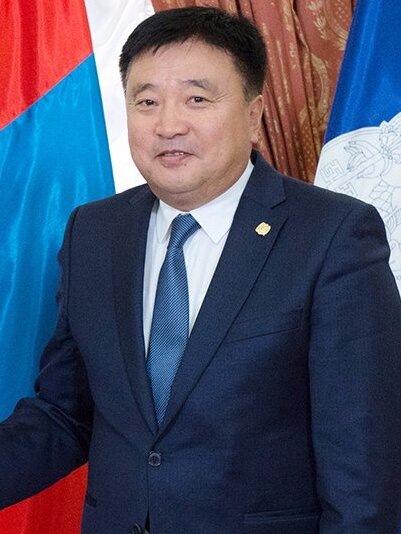
2017

松杜·巴特包勒德（羅馬化：Sunduin Batbold；1968年3月12日—），蒙古族，蒙古中央省宗莫德人，蒙古国政治人物。

## 生平
1968年3月12日，巴特包勒德生于蒙古中央省宗莫德。1990年自农业高等学校（Higher School of Agriculture）毕业。1995年毕业于国家管理学院（School of State Management）。1993年至1997年，担任中央省省长办公室食品、农业和环境部主任。1996年，加入蒙古人民革命党。1997年，被任命为中央省省长办公室国家行政部副主任。1998年，调任中央省省长办公室社会政策部主任。
2000年，巴特包勒德当选中央省公民代表呼拉尔主席团主席。他还是该省的民主社会主义青年联盟主席。2002年9月举行的补选中，巴特包勒德在中央省第36选区当选国家大呼拉尔委员。后来，在2004年国家大呼拉尔选举中，他连任国家大呼拉尔委员。2004年至2005年，担任国家大呼拉尔国家组织常设委员会（state organization standing committee）主席。2005年12月至2006年1月间，他出任蒙古国法律和内务部部长。2006年1月至2007年12月，任政府办公厅主任。2005年6月以及2007年10月，均被选入蒙古人民革命党小呼拉尔。在2008年国家大呼拉尔选举中，作为蒙古人民革命党候选人，在新设的拥有4个席位的中央省第14选区当选国家大呼拉尔委员。